# Diazona chinensis
Diazona chinensis is een zakpijpensoort uit de familie van de Diazonidae. De wetenschappelijke naam van de soort is voor het eerst geldig gepubliceerd in 1955 door Takasi Tokioka. Tokioka deelde de soort in bij het geslacht Syndiazona, als Syndiazona chinensis. Syndiazona is een synoniem van het geslacht Diazona Savigny, 1816. De soort werd aangetroffen in de Oost-Chinese Zee.
Uit Diazona chinensis zijn de diazonamides A en B geïsoleerd. Deze blijken in vitro een sterke cytotoxische werking te hebben tegen bepaalde humane kankercellen. De diazonamides werden geïsoleerd uit zakpijpen die in kleine grotten op het Filipijnse eiland Siquijor waren verzameld.